# Aleosan
Aleosan ist eine philippinische Stadtgemeinde in der Provinz Cotabato. Sie hat 39.405 Einwohner (Zensus 1. August 2015).

## Baranggays
Aleosan ist politisch in 19 Baranggays unterteilt:
- Bagolibas
- Cawilihan
- Dualing
- Dunguan
- Katalicanan
- Lawili
- Lower Mingading
- Luanan
- Malapang
- New Leon
- New Panay
- Pagangan
- Palacat
- Pentil
- San Mateo
- Santa Cruz
- Tapodoc
- Tomado
- Upper Mingading